# Poslání (Star Trek: Stanice Deep Space Nine)
Poslání (v anglickém originále Emissary) je úvodní dvojdíl seriálu Star Trek: Stanice Deep Space Nine. Svým tématem a dějem navazuje na některé epizody seriálu Star Trek: Nová generace, především na dvojdíl „To nejlepší z obou světů“.

## Příběh

### První část
Nadporučík Benjamin Sisko na palubě lodi USS Saratoga bojuje s borgskou krychlí pod velením Locuta, asimilovaného kapitána Jean-Luca Picarda, v bitvě u Wolf 359. Během bitvy je zabita Siskova žena Jennifer, loď je těžce poškozena a posádka ji musí opustit. Sisko je nucen zanechat tělo své ženy na lodi a se synem Jakem uniká v záchranném modulu. Loď po chvíli exploduje…
O téměř tři roky později je komandér Benjamin Sisko Hvězdnou flotilou jmenován velitelem stanice Deep Space Nine na orbitě planety Bajor. Stanici postavili a donedávna využívali Cardassiané během okupace této planety. Nyní má pomoci Bajoru stát se členem Spojené federace planet. Sisko nese toto přidělení nelibě. Stále se zcela nevyrovnal se smrtí své ženy a má starost, zda je pro jeho syna vhodné, aby vyrůstal na vesmírné stanici. Po příletu na stanici zjistí, že Cardassiané odnesli vše, co mělo nějakou hodnotu, a bajorská posádka vedená majorem Kirou Nerys, nemá důvěru ve Hvězdnou flotilu. Loď USS Enterprise přiváží další posádku, včetně náčelníka Milese O'Briena s jeho rodinou. Siskův postoj se ještě zhorší, když obdrží rozkazy od kapitána Picarda, kapitána Enterprise, jehož viní ze smrti své ženy. Sisko ho informuje o svém úmyslu opustit během několika let Hvězdnou flotilu s tím, že než se tak stane, bude vykonávat funkci velitele stanice, jak nejlépe bude umět.
S pomocí Oda, velitele bezpečnosti na stanici, přesvědčí ferengského barmana Quarka, aby zůstal a pomohl tak zachovat stanici funkci dopravního uzlu, a také aby jeho syn Jake měl nějakého kamaráda, Quarkova synovce Noga. Později Sisko navštíví na Bajoru kai Opaku, duchovní vůdkyni svého lidu, která mu ukáže Orb proroctví a změny, jeden z několika orbů, o kterých se věří, že je seslali Proroci, které Bajorané vyznávají. Sisko se zahledí do orbu a znovu prožívá okamžiky prvních setkání s Jennifer. Po této vizi sdělí kai Siskovi, že věří, že on je Vyslanec, vykupitel, který pomůže Bajoru, a dá mu orb, aby ho více prozkoumal. Při návratu na stanici se Sisko seznamuje se zbytkem své posádky, šéflékařem Julianem Bashirem a vědeckým důstojníkem poručíkem Jadzií Dax. Ta pochází z rasy Trillů; Jadzia je novým hostitelem symbionta Dax, jehož předchozí hostitel, Curzon, byl Siskovým dobrým přítelem. Sisko předá Dax orb k dalšímu zkoumání.
Stanici brzy poté navštíví její bývalý velitel, Cardassian gul Dukat, který dává najevo, že je rozhodnut získat zpět svou pozici velitele a provokativně zůstává se svou lodí v blízkosti stanice. Když Dax zjistí, že orb má souvislost s několika jevy v okolí Bajoru, Sisko si uvědomí, že další pátrání by vzbudilo pozornost Cardassianů. Odo využije své schopnosti měňavce k vyřazení cardassijských senzorů a runabout Rio Grande se Siskem a Dax vyráží na průzkum.

### Druhá část
Nedetekováni Cardassiany směřují Sisko a Dax k vesmírnému jevu, který by měl mít souvislost s orbem, a objeví vstup do červí díry, která vede do Gamma kvadrantu, vzdálené části Galaxie. Nadšeni svým objevem se chtějí vrátit zpět, ale uvnitř díry jsou zachyceni neznámou silou. Oba se ocitnou v cizím prostředí, z něhož Dax po chvíli zmizí a ocitá se v operačním centru stanice, zatímco Sisko zde zůstává.
Dax rychle ostatním sděluje jejich objev. Kira, která si uvědomí strategický význam červí díry pro Bajor, nařizuje posádce přemístit stanici z oběžné dráhy planety k ústí červí díry. Gul Dukat, již s opravenými senzory, sleduje stanici a rovněž objeví červí díru. Dukat do ní vlétá, ale když ho posádka DS9 chce následovat, červí díra se neotevře. Na stanici přilétají další cardassijské lodě a požadují vysvětlení zmizení Dukata a odmítají tvrzení o červí díře. Stanice požádá o pomoc Hvězdnou flotilu, ale nejbližší lodí je Enterprise, která je dva dny cesty odtud. Kira se poté snaží získat čas a ovlivní cardassijské senzory tak, aby to vypadalo, že stanice je těžce vyzbrojená. Cardassiané to po chvíli prohlédnou a chystají se na stanici zaútočit.
Mezitím Sisko zjistí, že se setkal s bytostmi, které k němu promlouvají skrze obrazy jeho ženy, přátel a členů posádky. Bytosti z červí díry zpochybňují Siskovu tělesnou a časově lineární existenci a vysvětlují, že průchod bytostí jako Sisko červí dírou je ruší. Ještě více je rozčílí vstup Dukatovy lodi a proto uzavřou ústí díry a loď znehybní. Sisko se jim snaží vysvětlit, jak lidé žijí v lineárním čase, ale oni poukazují na to, že se Sisko stále vrací k okamžiku smrti Jennifer. Sisko si uvědomí, že stále truchlí nad smrtí své ženy a snaží se to bytostem vysvětlit.
Cardassiané zaútočí na stanici a když štíty selžou a Kira se chystá vzdát, otevře se červí díra, z které vylétá Siskův runabout a ve vleku má Dukatovu loď. Na rozkaz Dukata Cardassiané odvolají útok a odlétají. Sisko vysvětluje, že vyjednal s bytostmi v červí díře volný průchod pro všechny lodě. Když přiletí Enterprise, Sisko informuje Picarda, že mu bytosti, které Bajorané nazývají Proroky, pomohli překonat smrt Jennifer a že plánuje zůstat velitelem stanice na neurčito.

## Zajímavosti
- Tato úvodní dvojepizoda získala v roce 1993 cenu Emmy za speciální vizuální efekty.
- S Cardassiany, jednou z klíčových ras seriálu, se diváci poprvé setkali v epizodě Nové generace „Zraněný“ v osobě gula Maceta a posádky jeho lodi.
- S Bajorany, druhou z hlavních ras seriálu, se diváci poprvé seznámili v epizodě Nové generace „Podporučík Ro“ v osobě Ro Laren.
- S Trilly se diváci poprvé setkali v osobě vyslance Odana v epizodě Nové generace „Hostitel“. Jako rasu je však Pozemšťané znali přinejmenším od poloviny 23. století, kdy Zemi navštívila Emony Dax (viz epizoda Stanice Deep Space Nine „Tribbles and Tribble-ations“).
- Jadzia je osmým hostitelem symbionta Daxe. S jeho předchozím hostitelem Curzonem se přátelil komandér Sisko.
- S Ferengy se lidé dostali prvně do kontaktu v epizodě Enterprise „Zisk“.
- Nakladatelství Pocket Books vydalo v únoru 1993 podle této dvojepizody stejnojmenný románový přepis, který napsala J. M. Dillard. V Česku vyšel pod názvem Vyslanec.